# Petersdorf (Nordhausen)
Petersdorf ist ein Ortsteil der Stadt Nordhausen im Landkreis Nordhausen in Thüringen.

## Geographische Lage
Petersdorf liegt etwa 4 km nordöstlich des Nordhäuser Stadtzentrums in der Rüdigsdorfer Schweiz, einem Teil der Gipskarstlandschaft des Südharzes. Nördliches Nachbardorf ist Rüdigsdorf und im Nordosten liegt Buchholz. Nahe dem Ort entspringt der Roßmannsbach, ein Zufluss der Zorge.

## Geschichte

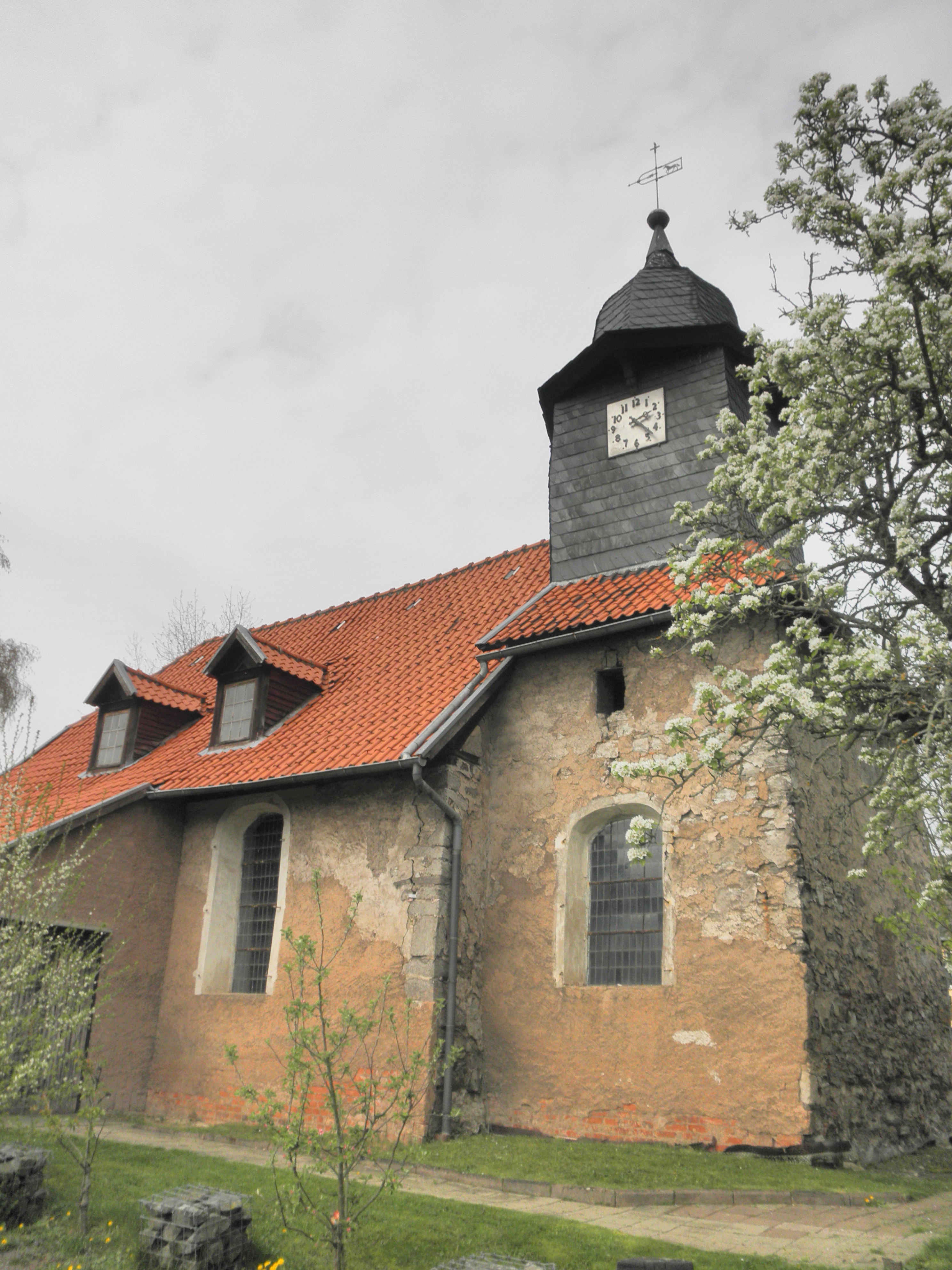
Kirche St. Johannis (von Südosten)

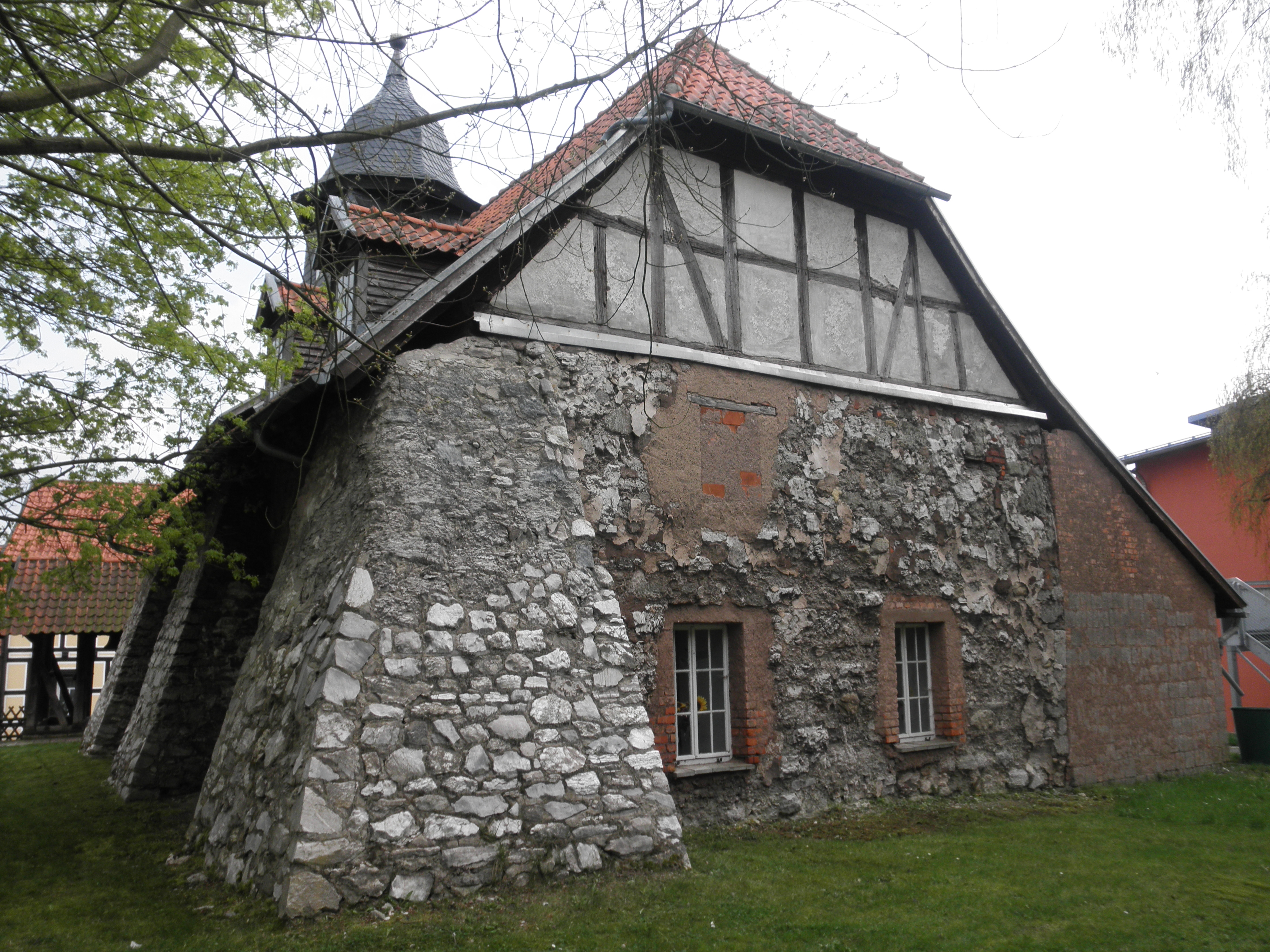
Kirche St. Johannis (von Westen)

Die Gemeinde wurde erstmals 1271 als Petirsdorf urkundlich erwähnt. Das Reichsdorf kam als kaiserliches Geschenk an das Nordhäuser Domstift. An dem nahe gelegenen Eichenberg lag das Grafendorf Wachsbach, das 1294 von Truppen Kaiser Adolfs zerstört wurde und dessen Bewohner sich in Petersdorf ansiedelten.
Nach dem Bauernkrieg 1525 kam das Dorf in Besitz der Stolberger Grafen; die Bauern waren später dem Rittergut Crimderode zinspflichtig. Während des Dreißigjährigen Krieges flohen die Bewohner beim Nahen des Feindes in die Stadt Nordhausen. 1806 wurde Petersdorf von französischen Truppen geplündert.
Während des Zweiten Weltkriegs mussten Frauen und Männer, vorwiegend aus Osteuropa und Belgien (acht Belgier), Zwangsarbeit leisten: in der Landwirtschaft, in der Sächsisch-Thüringischen Straßenbau GmbH, im Gipswerk Obermühle und beim Unternehmen Kaselitz in Wiegersdorf. Eine Unterkunft befand sich in der Gastwirtschaft Kulbe in Petersdorf.
In den 1950er-Jahren wurde die LPG „Kleiner Brocken“ in Petersdorf gegründet.
Petersdorf ist Grundschulstandort. Am 1. Dezember 2007 wurde der Ort mit zuletzt 345 Einwohnern nach Nordhausen eingemeindet.

## Ortsbürgermeister
Seit 2014 ist Jens Karnstedt Ortsbürgermeister von Petersdorf. Er wurde zuletzt bei der Kommunalwahl 2024 mit 79,3 Prozent der Stimmen im Amt bestätigt.

## Sehenswürdigkeiten
- St. Johannis-Kirche Petersdorf
- Im Jahr 1860 errichtete der Petersdorfer Gastwirt Wilhelm John auf dem 316 Meter hohen Harz-Rigi ein Sommerlokal. Im Dezember 1897 kaufte August Wille das Lokal, das nun den Namen „Kleiner Brocken“ führte. Ab 1935 übernahm ein Sohn des alten Gastwirts, Curth Wille, die beliebte Ausflugsgaststätte und führte sie bis 1971. Die Gaststätte machte Petersdorf überregional bekannt, da sie auch als Zufluchtsort für Dichter und Freidenker diente. Heute befindet sich ein chinesisches Spezialitätenrestaurant auf dem Harz-Rigi. Der Name Harz-Rigi geht vermutlich auf die Äußerung des Nordhäuser Gymnasiallehrers Ludwig Nitzsche zurück. Dieser soll bei einem Besuch ausgerufen haben, dass es „hier oben wie in der Schweiz sei“, genau so, als befände man sich auf einem Rigi.

## Persönlichkeiten
- Bruno Hinz (1915–1968), SS-Hauptsturmführer
- Hildegard Bergner (1925–2012), Modedesignerin, Illustratorin und Modegrafikerin
- Karlheinz Schreiber (* 1934), Waffenhändler